# Kurt Mayer
Kurt Mayer (ur. 17 października 1879 w Katowicach, zm. 13 września 1958 w Rheine) – niemiecki ślusarz, działacz związkowy, polityk, senator I kadencji Senatu RP, poseł na Sejm Śląski I kadencji, wiceprzewodniczący Rady Miejskiej Królewskiej Huty w latach 1927–1929.

## Życiorys
Urodził się 17 października 1879 roku w Katowicach w rodzinie urzędniczej. Ukończył szkołę ludową, a następnie zawodową, gdzie uczył się ślusarstwa i tokarstwa. Do 1899 roku praktykował m.in. jako ślusarz w fabrykach maszyn w Prusach, Saksonii, Bawarii i na Górnym Śląsku. Na początku XX wieku zaangażował się w działalność związków zawodowych. Był czołowym działaczem Niemieckiego Chrześcijańskiego Związku Zawodowego. 
W trakcie I wojny światowej służył w piechocie Armii Cesarstwa Niemieckiego na froncie wschodnim i we Flandrii. W okresie plebiscytu na Górnym Śląsku działał jako uczestnik prac niemieckiego komisariatu plebiscytowego.
W latach 1922–1927 był senatorem Senatu Rzeczypospolitej Polskiej I kadencji, wybrany z Bloku Mniejszości Narodowych w Województwie Śląskim. W 1922 roku został wybrany posłem do Sejmu Śląskiego I kadencji z list Deutsche Partei w okręgu nr III Lubliniec, Tarnowskie Góry, Świętochłowice i Królewska Huta. W 1925 roku współtworzył i później zasiadał w zarządzie Narodowego Związku Niemców (niem. Volksbund der Deutschen). W latach 1927–1929 był wiceprzewodniczącym Rady Miejskiej Królewskiej Huty. W 1927 roku mieszkał w Królewskiej Hucie przy ulicy Bytomskiej 13 (późniejsza ulica Katowicka w Chorzowie).
W 1929 roku wyemigrował z Polski i zamieszkał w Kostrzycy koło Jeleniej Góry. Brak jest informacji o jego działalności w latach 1930–1945. Po przyłączeniu Ziem Odzyskanych do Polski w 1945 roku dalej mieszkał w Kostrzycy, a w 1956 roku wyjechał do Republiki Federalnej Niemiec. Zamieszkał w Rheine w Westfalii, gdzie zaangażował się w ruchu ziomkowskim Górnego Śląska. Współpracował z czasopismem „Unser Oberschlesien”.
Zmarł 13 września 1958 roku w Rheine. Pochowano go na miejscowym cmentarzu ewangelickim, a w 1995 roku jego grób zlikwidowano.